# Pellaea
Pellaea es un género con 240 especies descritas y 39 aceptadas de helechos perteneciente a la familia Pteridaceae.  Subcosmopolita.

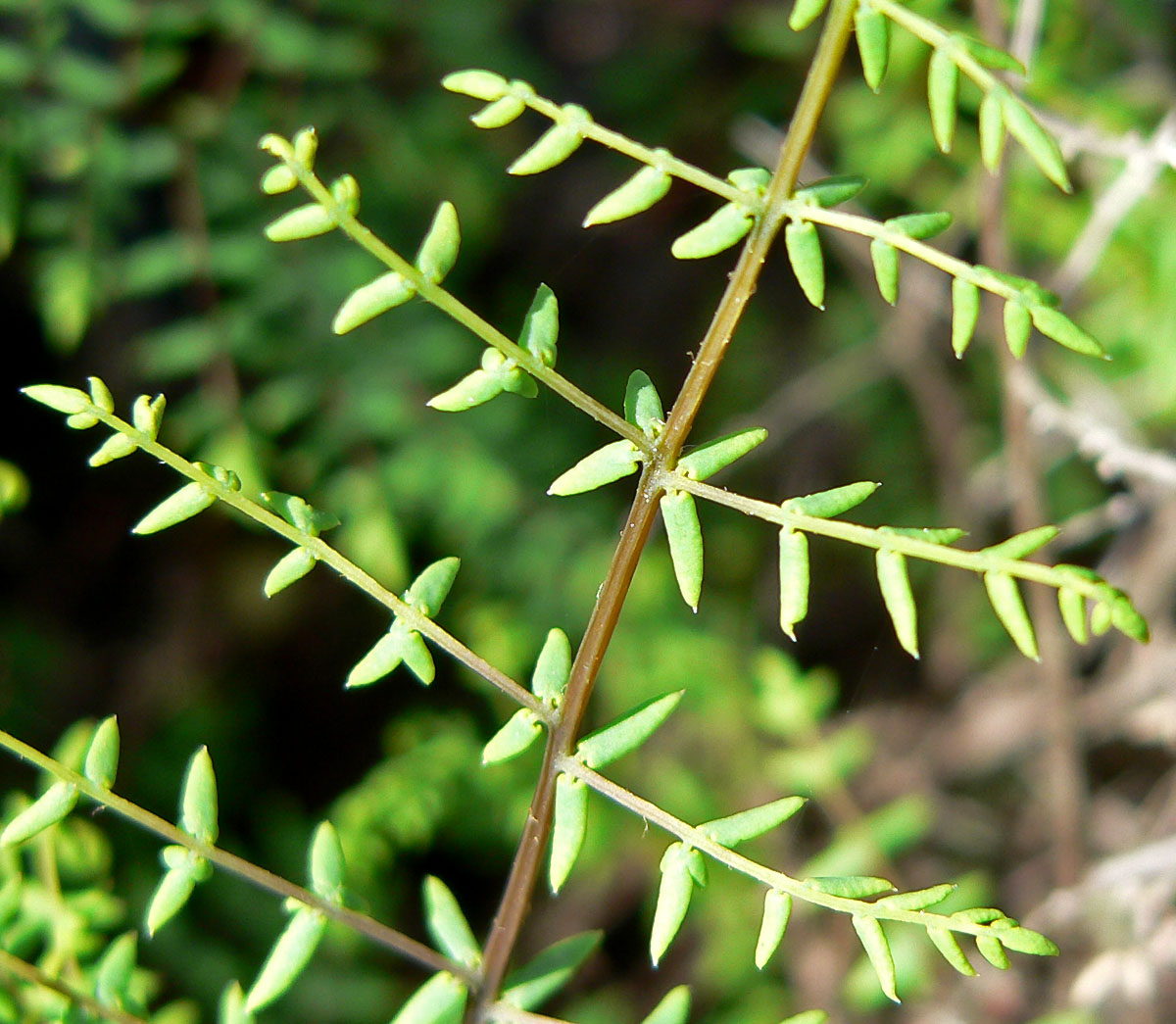
Hojas de Pellaea mucronata

## Descripción
Son helechos terrestres; con rizoma rastrero o erecto, escamoso; las hojas 1-4-pinnadas, monomorfas o casi dimorfas, coriáceas; pecíolo con un haz vascular; pínnulas pediculadas o constrictas basalmente, glabras o algo pelosas; pecíolo y raquis pardo-amarillentos a negros, glabros, pelosos, o ligeramente glaucos; nervaduras libres, ramificadas, terminando en ápices claviformes; soros intramarginales, terminales en las nervaduras, confluentes lateralmente en la madurez, frecuentemente ocultos por los márgenes fuerte y continuamente revolutos de las pínnulas; esporas triletes o monoletes, globosas, pardo-amarillentas a pardo oscuro, rugulosas a crestadas; el número cromosomático es de x=29.

## Distribución y hábitat
Pellaea es tratado aquí en un sentido restringido. Algunas especies colocadas en el género han sido transferidas a Cheilanthes y Argyrochosma. Las plantas se encuentran más comúnmente en hábitats desérticos o secos estacionalmente. El género tiene centros de diversidad en el sudoeste de los Estados Unidos, México y Sur de África.

## Taxonomía
Pellaea fue descrito por Heinrich Friedrich Link y publicado en Filicum Species 59. 1841. La especie tipo es: Pellaea atropurpurea (L.) Link.

## Especies aceptadas
A continuación se brinda un listado de las especies del género Pellaea aceptadas hasta abril de 2012, ordenadas alfabéticamente. Para cada una se indica el nombre binomial seguido del autor, abreviado según las convenciones y usos.
| - Pellaea andromedifolia (Kaulf.) Fée - Pellaea angulosa (Bory ex Willd.) Baker - Pellaea articulata (Kunze ex Spreng.) Baker - Pellaea atropurpurea (L.) Link - Pellaea boivinii Hook. - Pellaea brachyptera (T. Moore) Baker - Pellaea breweri - Pellaea bridgesii - Pellaea calidirupium - Pellaea calomelanos (Sw.) Link - Pellaea connectens C. Chr. - Pellaea cordifolia (Sessé & Moc.) A.R. Sm. - Pellaea dura (Willd.) Hook. - Pellaea gleichenioides (Gardner) H. Christ - Pellaea goudotii (Kunze ex Kuhn) C. Chr. - Pellaea holstii Hieron. - Pellaea intermedia Mett. ex Kuhn - Pellaea involuta (Sw.) Baker - Pellaea mairei Brause - Pellaea mucronata (D.C. Eaton) D.C. Eaton - Pellaea myrtillifolia Mett. ex Kuhn - Pellaea nana - Pellaea nitidula (Hook.) Baker - Pellaea notabilis Maxon | - Pellaea oaxacana Mickel & Beitel - Pellaea ovata (Desv.) Weath. - Pellaea paradoxa - Pellaea patula (Baker) Ching - Pellaea paupercula (H. Christ) Ching - Pellaea pectiniformis Baker - Pellaea pringlei Davenp. - Pellaea quadripinnata (Forssk.) Prantl - Pellaea ribae A. Mend. & Windham - Pellaea sagittata (Cav.) Link - Pellaea straminea Ching - Pellaea striata (Desv.) C. Chr. - Pellaea ternifolia (Cav.) Link - Pellaea trichophylla (Baker) Ching - Pellaea tripinnata Baker - Pellaea truncata Goodd. - Pellaea villosa (Windham) Windham & Yatsk. - Pellaea viridis (Forssk.) Prantl - Pellaea wrightiana Hook. - Pellaea yunnanensis Ching |